# Dryopteris gonggaensis
Dryopteris gonggaensis är en träjonväxtart som beskrevs av H. S. Kung, L. B. Zhang och X. S. Guo. Dryopteris gonggaensis ingår i släktet Dryopteris och familjen Dryopteridaceae. Inga underarter finns listade.